# Kecamatan Sungaiboh
Kecamatan Sungaiboh (indonesiska: Sungaiboh) är ett distrikt i Indonesien.   Det ligger i provinsen Kalimantan Utara, i den nordvästra delen av landet, 1 300 km nordost om huvudstaden Jakarta.